# Xysticus logunovi
Xysticus logunovi is een spinnensoort uit de familie van de krabspinnen (Thomisidae).
De wetenschappelijke naam van de soort werd in 2004 gepubliceerd door Rimma Ravil'evna Seyfulina en Kirill Glebovich Mikhailov.

## Voorkomen
De typelocatie van de soort is het Amoer district in Rusland.